# Château d'Ussières
Château d'Ussières är ett slott i Schweiz. Det ligger i distriktet Broye-Vully och kantonen Vaud, i den västra delen av landet. Château d'Ussières ligger 718 meter över havet.
Terrängen runt Château d'Ussières är huvudsakligen kuperad, men åt sydost är den platt. Närmaste större samhälle är Lausanne, 13,3 km sydväst om Château d'Ussières.
Omgivningarna runt Château d'Ussières är en mosaik av jordbruksmark och naturlig växtlighet.